# Mercedes-Benz SLR McLaren
Mercedes-Benz SLR McLaren — спортивний автомобіль класу суперкар, результат сумісної праці концерну Mercedes-Benz і фірми McLaren Automotive. Роки серійного випуску — 2004—2009. Варіанти кузова — купе і родстер. Будувався в Англії — в Центрі технологій McLaren в Портсмуті (монтаж основних деталей кузова) та в місті Вокінг (завершальне складання). Всього було збудовано 1400 авто.
Назва «SLR» являє собою акронім і позначає «Sport Leicht Rennsport» (з нім. «Спортивний легкий гоночний»), що є даниною поваги до легендарного автомобіля Mercedes-Benz 300 SLR, який і послужив натхненням при створенні даної моделі.
Компонування головної конструкції: середньо-розташований спереду двигун, задній привід. Кузов зроблений з вуглепластику, має так зване "гніздо безпеки". Після аварії з пошкодженням кузова автомобіль мусить бути відправлений на кузовний контроль у Вокінгу.

## Опис

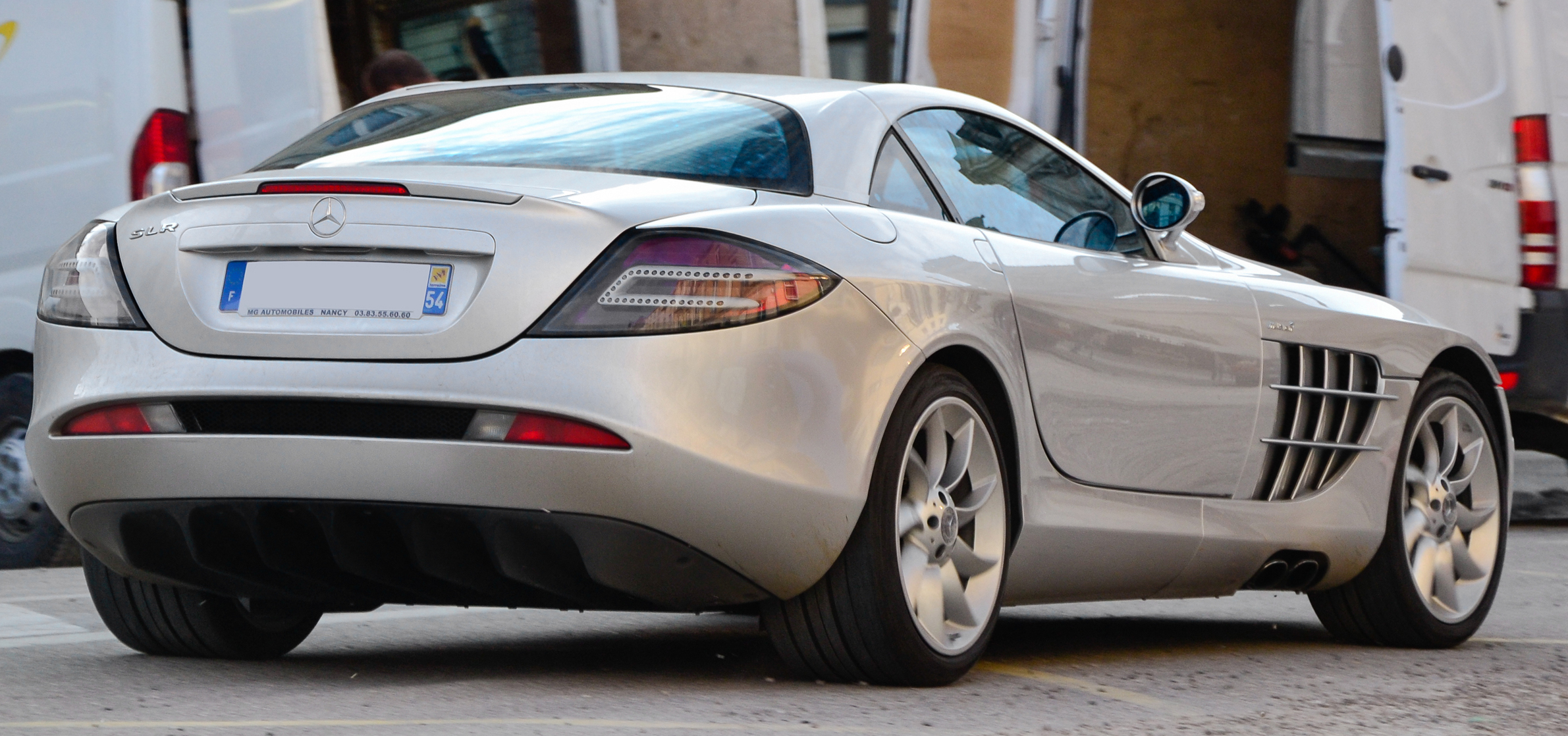
Mercedes-Benz SLR McLaren

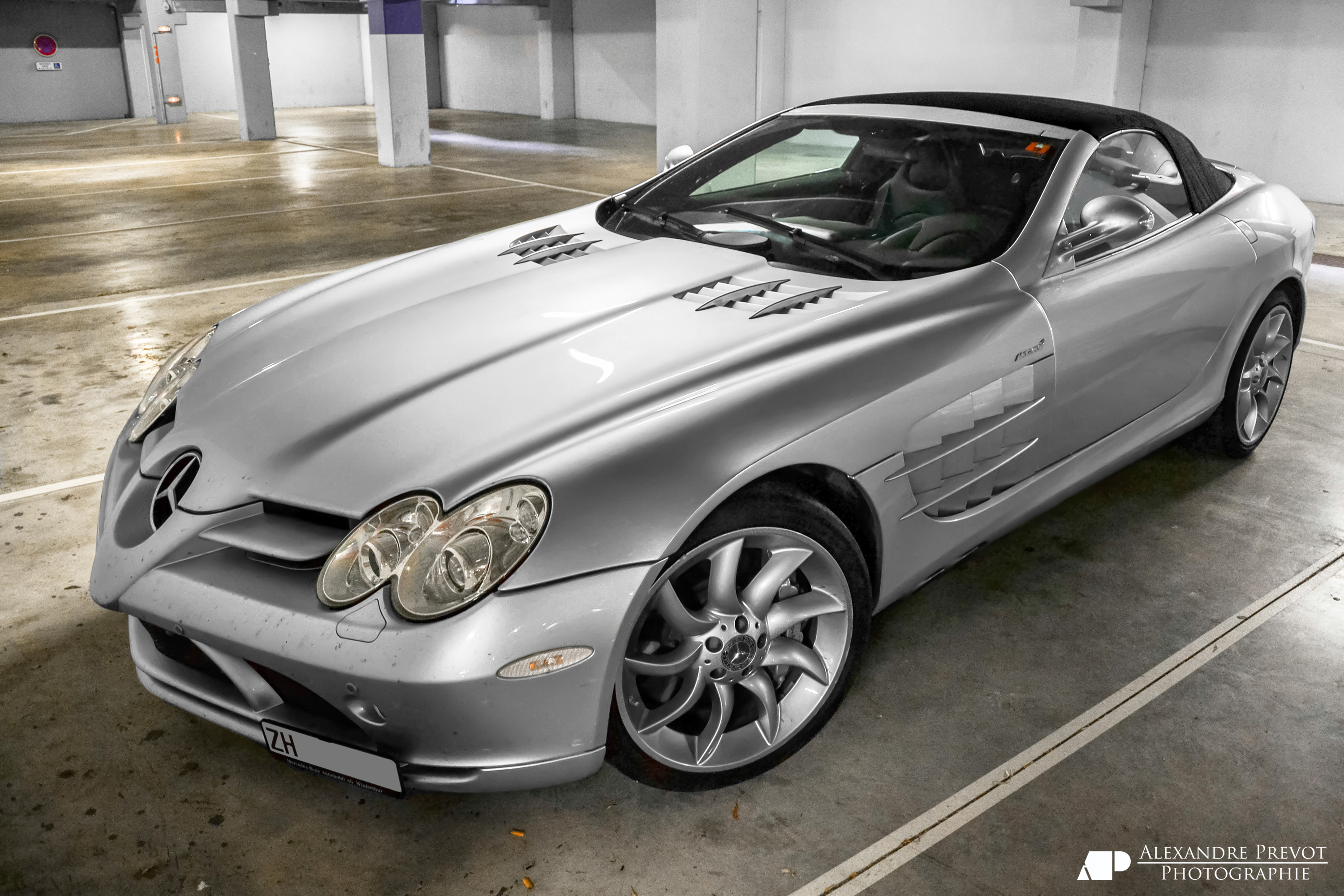
Mercedes-Benz SLR McLaren Roadster

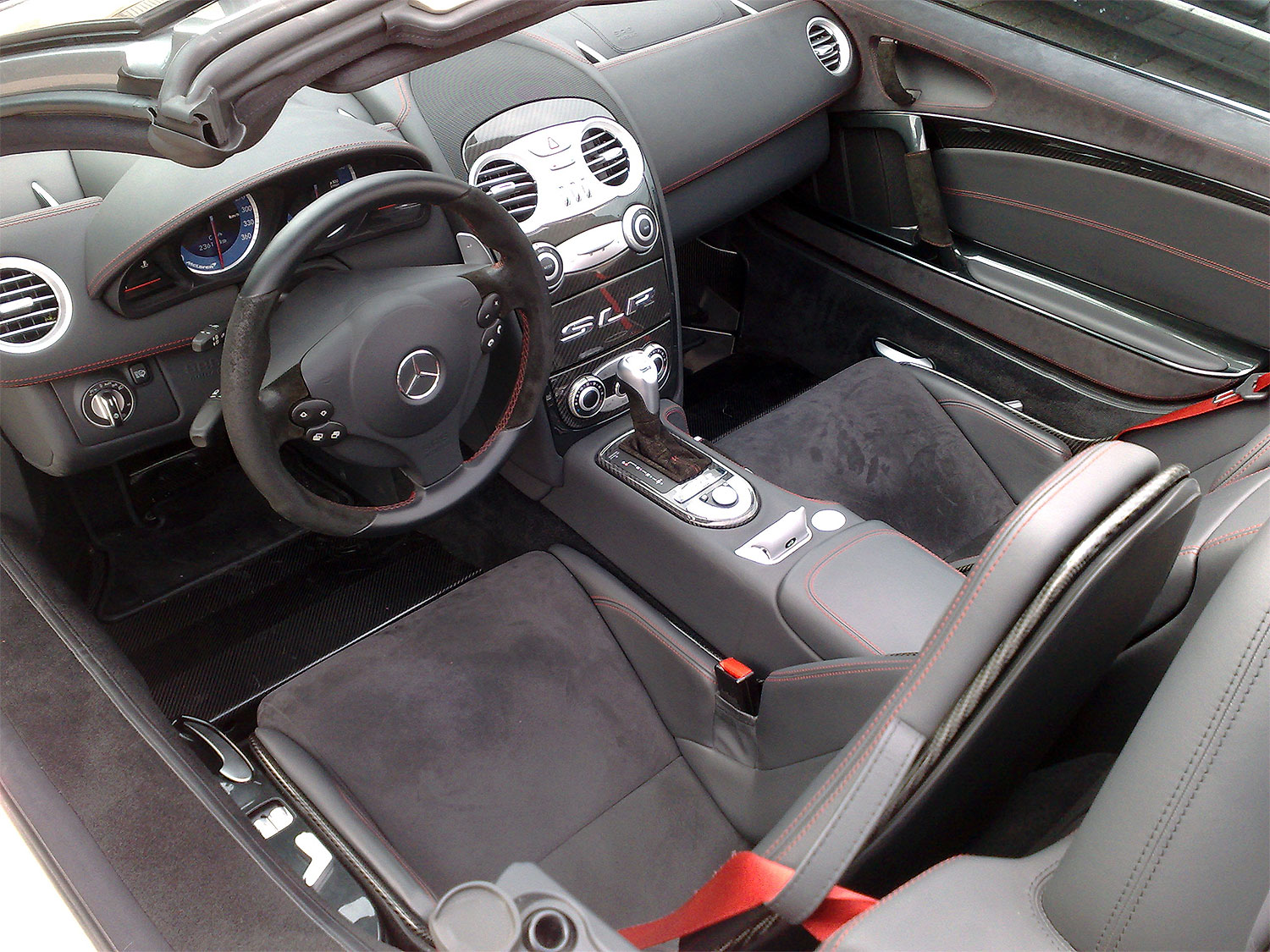
Салон

На Північноамериканському міжнародному автосалоні в січні 1999 року компанія Mercedes-Benz представила концепт-кар Vision SLR, натхненний автомобілем Mercedes-Benz 300 SLR 1955 року, який ґрунтувався на моделі W196 F1 (для якої пізніше була створена дорожня версія 300SL Gullwing). Автомобіль був представлений як «Срібна стріла завтрашнього дня» з чітким відсиланням на серію гоночних автомобілів під назвою «Срібні стріли» з золотого століття марки Mercedes-Benz в змаганнях 1950-х років. У тому ж році у Франкфурті була представлена версія в кузові родстер. Концепт-кар оснастили 5,5-літровим двигуном V8 AMG з наддувом (механічним компресором), що розвиває максимальну потужність в 557 к.с. і 720 Нм при 4000 об/хв, що працює в парі з 5-ступінчастою автоматичною коробкою передач з трьома режимами роботи і функцією Touchshift.
Бажаючи довести концепт до виробництва, компанія Mercedes-Benz приєдналася до свого партнера по Формулі-1, McLaren, створивши таким чином Mercedes-Benz SLR McLaren. Остаточна серійна модель була представлена 17 листопада 2003 року зі деякими незначними конструктивними змінами в початковому дизайні, такими як більш складні вентиляційні отвори з обох сторін, редизайн передньої частини, червоні тоновані задні ліхтарі і інші модифікації.
Хоча цей автомобіль часто класифікується як суперкар, в порівнянні з такими визнаними представниками класу, як Porsche Carrera GT, Lamborghini Murciélago і Ferrari Enzo Ferrari присутність автоматичної коробки передач і деякі особливості моделі роблять його швидше представником класу супер-GT, ближчі конкуренти якого - Aston Martin Vanquish і Ferrari 599 GTB. Однією з цілей розробників було поєднати в SLR суперкар і автомобіль класу GT.
На початку 2007 року була показана ще більш швидкісна модифікація SLR McLaren 722 Edition з 650-сильним мотором. Влітку з'явився ще один SLR McLaren Roadster з відкритим кузовом і складним м'яким верхом, оснащений 626-сильним мотором.
4 квітня 2008 року компанія Mercedes-Benz оголосила про припинення випуску SLR. В кінці 2008 року відбувся аукціон з продажу останнього родстера і на початку 2009 року конвеєр був зупинений. Випуск родстерів завершився на початку 2010 року. Як заміну був представлений новий суперкар SLS розроблений дочірньою тюнінговою фірмою Mercedes-AMG. Заміною у компанії McLaren став McLaren MP4-12C.

### 722 Edition

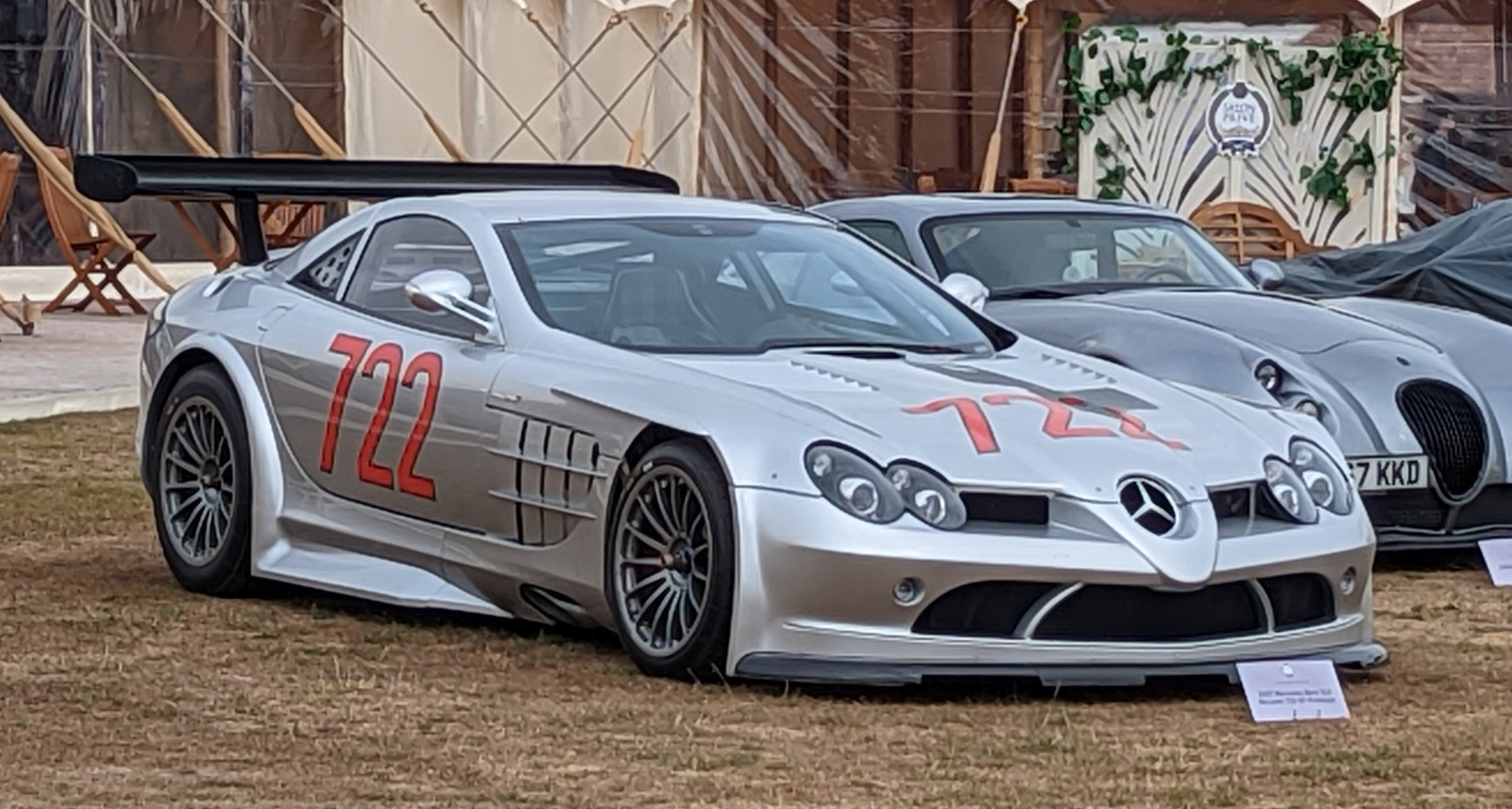
Mercedes-Benz SLR McLaren 722 GT

У 2006 році була представлена нова версія SLR під назвою Mercedes-Benz SLR McLaren 722 Edition. «722» відноситься до перемоги Стірлінга Мосса та його штурмана Деніса Дженкінсона на Mercedes-Benz 300 SLR зі стартовим номером 722 (вказує час старту 7:22 ранку) на Mille Miglia в 1955 році.
«722 Edition» включає модифіковану версію двигуна, який використовується в SLR, що генерує вихідну потужність 650 к.с. (478 кВт) при 6500 об/хв і 820 Н⋅м при 4000 об/хв. 19-дюймові легкосплавні колісні диски були використані для зменшення непідресореної маси, а також були модифіковані підвіску з більш жорсткою установкою амортизаторів і 10 мм (0,39 дюйма) нижчим дорожнім просвітом, введеним для покращення керованості. Були встановлені збільшені передні гальма діаметром 390 мм, а також переглянута передня повітряна гребля та задній дифузор.
Інші зовнішні зміни включають червоний значок «722», що нагадує оригінальний гоночний 722, чорні тоновані задні ліхтарі та фари. Інтер’єр має вуглецеве оздоблення та чорну шкіряну оббивку в поєднанні з алькантарою.
SLR 722 може розганятися від 0 до 100 км/год за 3,6 секунди, від 0 до 200 км/год за 10,2 секунди і 300 км/год за 27,6 секунди, а також може досягати максимальна швидкість 337 км/год, швидше, ніж стандартний Mercedes-Benz SLR McLaren. Виробництво 722 Edition було обмежено 150 одиницями.

### Stirling Moss (2009)

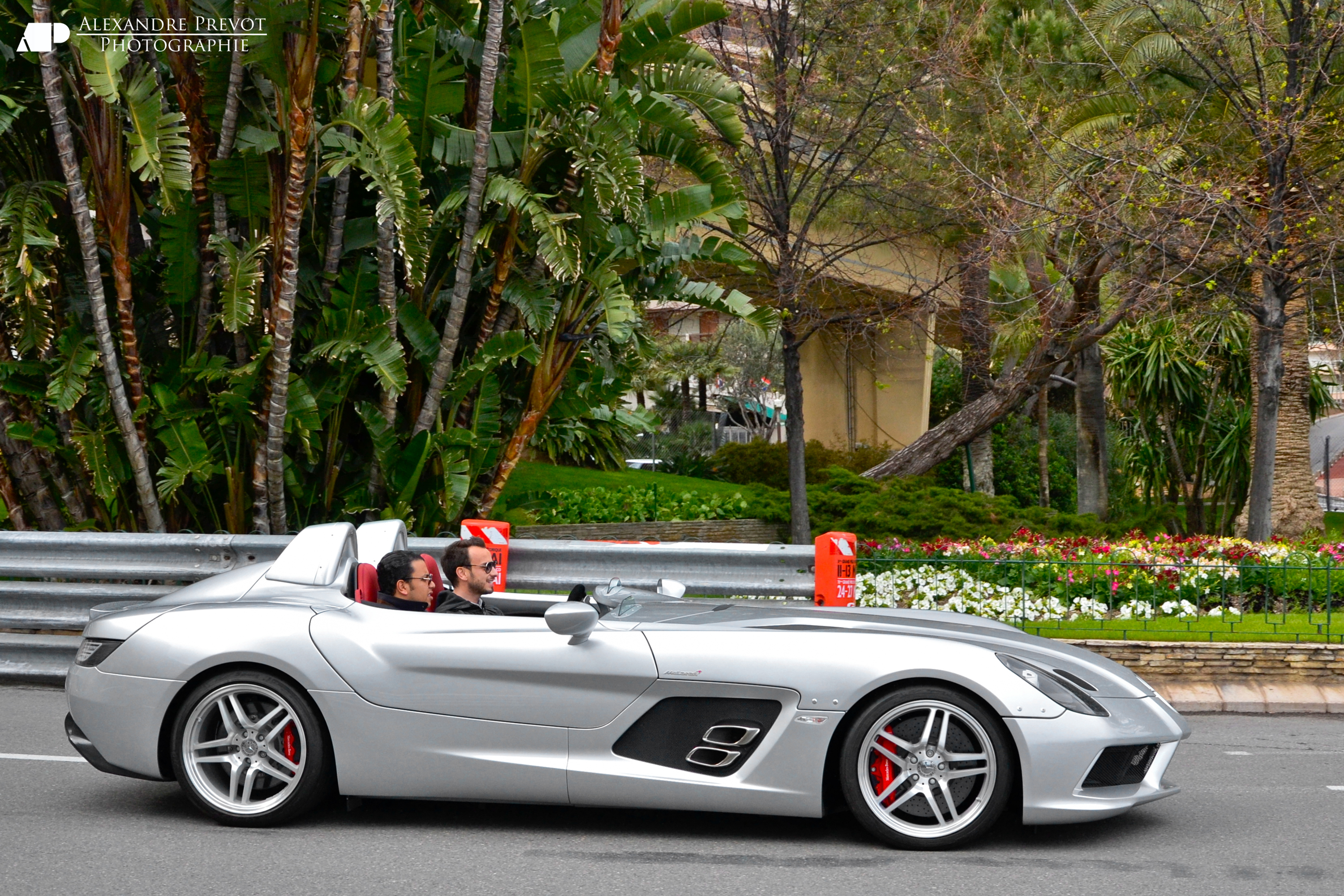
Mercedes-Benz SLR Stirling Moss

Названий на честь однойменного британського гонщика, SLR Stirling Moss — це обмежена версія, представлена на Північноамериканському міжнародному автосалоні 2009 року, яка використовує стиль спідстера без даху чи лобового скла. Автомобіль розроблений корейським дизайнером Юн Іль Хуном і створений за мотивами гоночного автомобіля 300 SLR. Інтер’єр створив голландський дизайнер Саркіс Бенліян. SLR Stirling Moss мала бути останньою серією McLaren SLR, створеної в рамках партнерства між Mercedes-Benz і McLaren, поки McLaren не оголосила про власну остаточну версію SLR наприкінці 2010 року.
5,4-літровий двигун SLR AMG V8 із наддувом має потужність 650 к.с. (478 кВт). SLR Stirling Moss міг розвивати максимальну швидкість 350 км/год із прискоренням від 0 до 100 км/год за 3 секунди. Автомобіль приблизно на 200 кг легший за звичайну модель завдяки конструкції з вуглецевого волокна та стилю спідстера.
Виробництво SLR Stirling Moss почалося в червні 2009 року після того, як SLR Roadster було припинено в травні 2009 року. Усі 75 автомобілів, які планувалося випустити, були завершені до грудня 2009 року. SLR Stirling Moss був доступний лише для існуючих власників SLR, і кожен автомобіль коштував у понад 1 мільйон доларів США.

## Технічні характеристики
- Двигун: V-подібний 8-циліндровий Mercedes-Benz M 155
- Об'єм блоку циліндрів: 5439 см³
- Крутний момент: 780 (820 Нм — 722 Edition)
- Компресор: AMG
- Потужність: 463 кВт (478 кВт - 722 Edition), 626 к.с. (650 к.с. - 722 Edition)
- Привід: задній
- КПП: 5-ступенева автоматична коробка AMG Speedshift R
- Прискорення:
0–100 км/год: Mercedes-Benz SLR McLaren - 3,8 сек. (722 Editrion - 3,6 сек.)
0–200 км/год: 10,2 сек
0–300 км/год: 28 сек.
- Найвища швидкість: 335 км/год (337 км/год 722 Edition)
- Суха вага : 1724 кг
- Пальне: Бензин Super Plus (А-98)
- Ціна (серійного виконання): від 476.000 €

## Вплив на популярну культуру
- Mercedes-Benz SLR McLaren є найкращою (останньої відкривається) машиною в гоночної комп'ютерній грі Need for Speed: Carbon, а також одним з кращих автомобілів в грі Need for Speed: Most Wanted.

- Так само його можна зустріти на вулицях віртуального Сан Франциско в грі Driver San Francisco і на островах Ібіца та Оаху в Test Drive Unlimited 2.

- Mercedes-Benz SLR McLaren з'являється у фільмі Need for Speed: Жага швидкості.
- Також цей автомобіль зустрічається в грі Asphalt 9: Legends.